# Германн Йоунассон
Германн Йоунассон (ісл. Hermann Jónasson; 1896 — 22 січня 1976) — ісландський політик, двічі обіймав посаду прем'єр-міністра країни.

## Врядування
На часи його першого прем'єрства припав один з найскладніших періодів в історії Ісландії. Перед війною на Ісландію чинили тиск як Німеччина, так і Велика Британія. До 1944 Ісландія перебувала в особистій унії через спільного короля з Данією, що контролювала ісландську зовнішню політику. 1940 року Данію було окуповано Третім Рейхом, тому Ісландія була змушена починати провадити самостійну зовнішню політику. 10 травня 1940 року Велика Британія, прагнучи нейтралізувати німецький вплив, окупувала Ісландію.
1956 Германн сформував свій другий кабінет, який зайняв більш ворожу позицію щодо США та НАТО.